# Your Time Is Gonna Come
Your Time Is Gonna Come is een nummer van de Engelse rockband Led Zeppelin. Het is het vijfde nummer van hun debuutalbum Led Zeppelin uit 1969. Het lied gaat over een man die door zijn vrouw wordt bedrogen. De tekst bevat twee regels uit een nummer van Ray Charles: "One of these days and it won’t be long / You’ll look for me but baby I’ll be gone". ("I Believe to my Soul", Ray Charles, 1961). Dit bewijst Robert Plants voorliefde voor de rhythm-and-blues.
Naar verluidt is het nummer het favoriete Led Zeppelin-nummer van Guns N' Roses-gitarist Slash. Producer Rick Rubin zei over het nummer:

Het lijkt net alsof de drums een rocknummer spelen, terwijl de gitaren een lieflijk folklied spelen. Het nummer heeft ook een van de vrolijkste refreinen van alle Zeppelinnummers, terwijl de tekst toch droevig is. 

## Opname
Your Time Is Gonna Come is het eerste akoestische nummer dat de band opnam. Voor de opname leende Jimmy Page een Gibson J-200-gitaar van zijn vriend Big Jim Sullivan, die hij nog kende uit zijn tijd als studiomuzikant.
Page raakte gehecht aan het instrument en gaf het na de opname met pijn in z’n hart terug aan Sullivan.
Page:

Het was een mooie gitaar, echt fantastisch. Ik heb sindsdien nergens meer een gitaar van die kwaliteit gevonden. Ik speelde er zo makkelijk op, er zat een heel vol geluid in. Hoewel er dikke snaren op zaten, voelde dat helemaal niet zo aan.

Plant gebruikt in het nummer ook een tiensnarige Fender-pedaalsteelgitaar. Hij leerde speciaal voor dit nummer hoe hij die moest bespelen. John Paul Jones speelt orgel en gebruikt de pedalen daarvan voor de baspartij.

## Live-uitvoeringen
Het nummer is, door de band zelf, slechts één keer live gespeeld tijdens een optreden in sportarena Nippon Budokan in het Japanse Tokyo op 24 september 1971. Het maakte deel uit van de “Whole Lotta Love”-medley. De opname is te horen op het bootlegalbum “Light and Shade”, uitgegeven in 1997.
Gitarist Jimmy Page speelde het nummer samen met de The Black Crowes tijdens hun gezamenlijke tournee in 1999. Een liveversie daarvan staat op het album "Live at the Greek", uitgegeven in 2000.

## Cover-versies
Your Time Is Gonna Come is door diverse artiesten gecoverd. De bekendste zijn:

| Artiest                       | Album                                                      | Jaar |
| ----------------------------- | ---------------------------------------------------------- | ---- |
| Sandie Shaw                   | Reviewing the Situation                                    | 1969 |
| Dread Zeppelin                | Un-Led-Ed                                                  | 1990 |
| Jimmy Page & The Black Crowes | Live at the Greek                                          | 2000 |
| Wolfgang                      | Black Mantra                                               | 2001 |
| Iron Horse                    | Whole Lotta Bluegrass: A Bluegrass Tribute to Led Zeppelin | 2005 |
| Vanilla Fudge                 | Out Through the In Door                                    | 2007 |